# В'єннський собор
В'єннський собор — 15 вселенський собор, проходив з 16 жовтня 1311 по 11 травня 1312 у французькому місті В'єнн.

## Склад собору
В'єннський собор був скликаний папою Климентом V за його буллою Regnans in coelis від 12 серпня 1308 у місті В'єнн в Арелатському (Бургундському) королівстві, на південному сході сучасної Франції. На соборі були присутніми близько 300 осіб, у тому числі й король Франції Філіп IV Вродливий.

## Порядок роботи
Перед В'єнським собором стояло три питання:
- Розгляд звинувачень тамплієрів;
- Питання захисту християнських святинь у Святій Землі;
- Перспективи церковної реформи;

## Рішення
- Собор вирішив, що єресь тамплієрів годі довести, однак втрачену репутацію не повернути. Орден вирішено розпустити, а всю власність тамплієрів передано Мальтійському ордену (госпітальєри).
- Англійському та французькому королям запропоновано церковну десятину на 6 років з метою організації хрестового походу. Однак цьому не судилося статися — король Франції помер, а Едуард II не наважився на похід.
- У церковному житті вироблені норми спрямовані на захист церкви від втручання правителів держав. Серед дисциплінарних питань було розглянуте питання різних форм бідності, що мало популярність серед францисканців, засуджено її радикальну, та призвано підтримати її помірну форму.
- Прийнято рішення відкрити в університетах Парижа, Болоньї, Оксфорда і Саламанки кафедри древньоєврейської, арабської та арамейської мов з метою підготовки місіонерів.[1]